# Kršćanstvo u 925.
◄◄ | ◄ | 922. | 923. | 924. | 925.  | 926. | 927. | 928. | ► | ►►
Astronomija • Književnost • Kršćanstvo • Pravo • Promet
Kršćanstvo u 925.

## Hrvatska i u Hrvata

### Događaji
- crkveni sabor u Splitu.

## Vanjske poveznice
|  | Zajednički poslužitelj ima još gradiva o temi Kršćanstvo u 925. |